# Reserva Natural de Paadenurme
A Reserva Natural de Paadenurme é uma reserva natural localizada no condado de Lääne-Viru, na Estónia.
A área da reserva natural é de 345 hectares.
A área protegida foi fundada em 1992 para proteger valiosos tipos de habitat e espécies ameaçadas em Vinni, Alutaguse e Mustvee. Em 1997, a área protegida foi designada como reserva natural.